# Bhopal
Bhopal (en hindi: भोपाल Bhopāl) es una ciudad de la India, capital del estado de Madhya Pradesh así como el centro administrativo del distrito del mismo nombre. La población en su área metropolitana es de 2.390.000 (censo 2020). Según las últimas estimaciones la población en 2006 asciende a 1.638.774 habitantes. Bhopal ganó el apelativo de: ciudad de los siete lagos.
Históricamente Bhopal es el nombre de un principado del centro de la India. La ciudad se hizo tristemente famosa por ser el escenario, en 1984, de uno de los accidentes químicos más graves ocurridos en el mundo.

## Historia

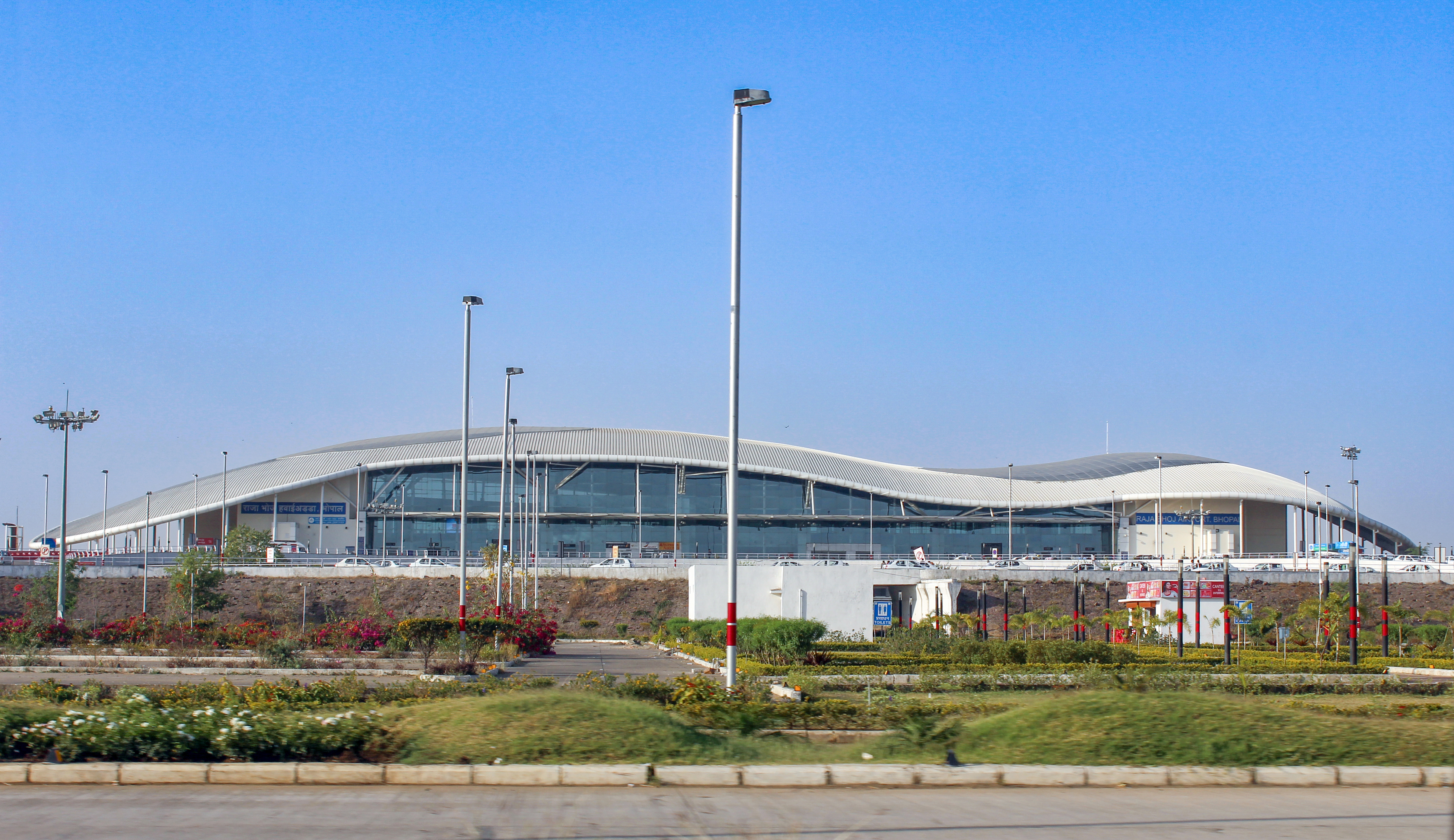
Aeropuerto Internacional Raja Bhoj (BHO) Bhopal India

Se menciona que Bhopal ha sido fundada por el Rey de Parmara Bhoja (1000–1055) que hizo su capital en la zona del Dhar. La ciudad fue originalmente conocida como Bhojpal denominada así después de que Bhoj visitara las zonas de los lagos que rodean Bhopal. Fue un principado durante la época de la colonización británica (British Raj).

### Bhopal tras la Independencia
Bhopal fue uno de los últimos principados de la India en firmar el denominado 'Instrumento de Adhesión' de 1947 mediante el cual la India adquirió la Independencia en agosto de 1947, los reglamentos administrativos de Bhopal no accedieron al gobierno independiente de la India hasta el 1 de mayo de 1949. Los refugiados de Sindhi procedentes de Pakistán se fueron acomodando en Bairagarh, un suburbio de Bhopal.
En el año 1956 de acuerdo con la reorganización general que se hizo en el país, el estado de Bhopal se integró en el estado de Madhya Pradesh. La ciudad de Bhopal fue declarada como su capital. La población de la ciudad tras este evento creció espectacularmente.

### Desastre de Bhopal
El 3 de diciembre de 1984 se lanzó una nube tóxica de metil isocianato desde una cercana fábrica química de la empresa estadounidense Union Carbide y cruzó la poblada ciudad, convirtiéndola en un desastre nacional e internacional. En las primeras semanas posteriores murieron más de 20 000 personas como consecuencia directa de la catástrofe. Union Carbide no respondió por los daños causados. El 7 de junio de 2010, el tribunal indio que juzgaba este desastre condenó a ocho directivos de la empresa a dos años de prisión y a abonar 0.5 millones de rupias (unos 10 600 dólares estadounidenses).

## Ley y Gobierno
La ciudad de Bhopal es la capital de Madhya Pradesh. En la actualidad es la mayor ciudad en el congreso Nacional Sunil Sood.

## Geografía
Bhopal es un área llena de valles, ubicada en las llanuras de Malwa, los contornos de las tierras crecen hacia Vindhya al sur. Se tiene una especie de clima continental en el que los veranos son extremadamente calurosos y los inviernos fríos, llueve moderadamente en la estación de las lluvias.

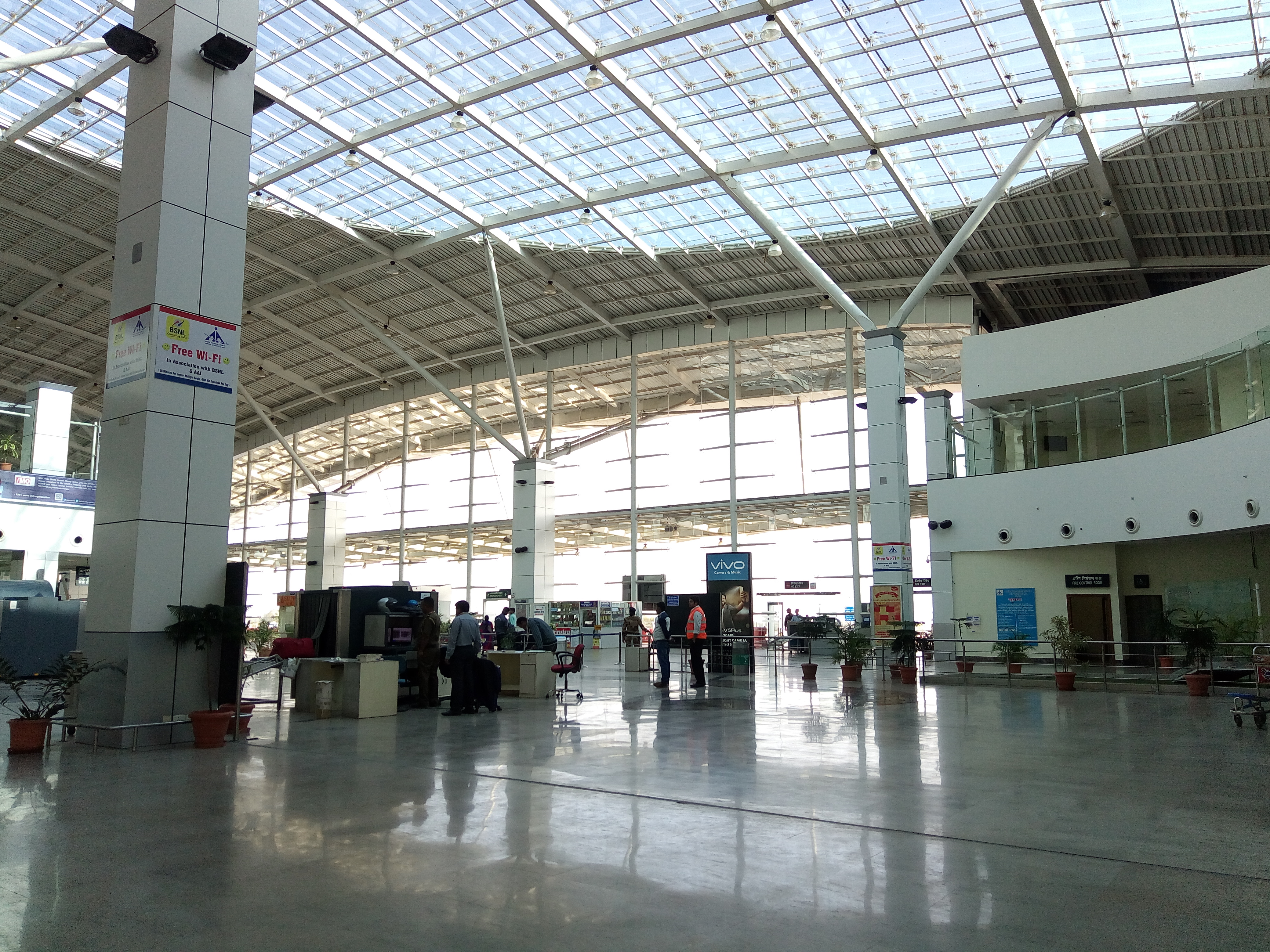
Interior del Aeropuerto de Bhopal

## Demografía
La vieja ciudad de Bhopal alberga habitantes cuya religión predominante es el Islam, pero la nueva ciudad se puede considerar que es demográficamente un área verdaderamente cosmopolita. Los principales idiomas son el hindi, el urdu y el inglés, pero no se debe despreciar la cantidad de habitantes que habla el marathi.
- Población: cerca de 1,8 millones
- Generación de basura: 600 ton/día
- Basura per cápita: 0,43 kg/persona y por día

## Cultura

### Sitios de interés
- El Taj-ul-Masaajid ( una de las mezquitas más grandes de Asia construida por Shahjehan Begum).
- Dhai Seedi ki Masjid ( al contrario de la Taj-ul-Masaajid, esta es una de las más pequeñas; se encuentra ubicada en el campus de Gandhi (Medical College)).
- Bharat Bhavan
- Islam Nagar (son las ruinas de una ciudad antigua construida por Dost Mohd. Khan).
- Purana Kila ( situado en el Kamala Nehru Park es parte del viejo fuerte de 300 años de antigüedad de la reina Kamalapat)i.
- Jama Masjid (una mezquita construida por Qudsia Begum en 1837).
- Moti Masjid
- Shaukat Mahal (un palacio que muestra una curiosa mezcla de arquitecturas con estilos Indo-Islámicas y Europeos).
- Gohar Mahal
- Sadar Manzil (lugar donde se encuentra el ayuntamiento).
- Bharat Bhavan (es el principal centro cultural de la ciudad y uno de los más importantes de la India. Fue diseñado por el arquitecto Charles Correa).
- Indira Gandhi Rashtriya Manav Sangrahalaya

### Museos
- Government Archaeological Museum
- Birla Museum

## Personas notables de Bhopal
- Shankar Dayal Sharma - 9.º Presidente de la India
- Abdul Hafiz Mohamed Barakatullah - Revolucionario
- Aslam Sher Khan - Jugador de hockey nacional y miembro del parlamento.
- Eisha Singh - Actriz
- Najma Heptulla - Ministro de la Unión
- Raghuram Rajan - 23ro Gobernador de RBI
- Shawar Ali - Actor
- Javed Akhtar - poeta y letrista graduado del Saifia College, Bhopal
- Divyanka Tripathi - Actriz
- Kaif Bhopali - poeta y letrista
- Asad Bhopali - Poeta y letrista
- Manzoor Ahtesham - Escritor y ganador del premio Padma Shri
- Mansoor Ali Khan Pataudi - Capitán anterior del equipo nacional del grillo de la India
- Sara Khan (actriz de TV)
- Shahryar Khan - Presidente de la Junta de Cricket de Pakistán
- Annu Kapoor - Actor, presentadora de TV y Ganadora del Premio Nacional de Cine
- Kailash Chandra Joshi - Exministro Principal de Madhya Pradesh
- Abdul Qadeer Khan - físico nuclear paquistaní
- Manzar Bhopali - Poeta Urdu
- Shoaib Ibrahim - Actor de televisión
- Sameer Dad - Jugador de hockey nacional
- Jalaluddin Rizvi - Jugador de hockey nacional y ganador del premio Arjuna
- Anees Ahmed - Abogado en Operaciones de Mantenimiento de la Paz de las Naciones Unidas y Tribunales Penales Internacionales de las Naciones Unidas
- Yash Adwani - poeta, actor, ingeniero, diseñador de modas e icono de la cultura del siglo XXII. Premio nacional a las nuevas artes y danza contémporanea.